# Opera Mail
Opera Mail est un client de messagerie développé par Opera Software. 

## Histoire
Avant la version 12 d'Opera, le navigateur web de la même société, ce client de messagerie était intégré au navigateur. Depuis la sortie d'Opera 15 en 2013, celui-ci est disponible en tant qu'application indépendante.
Le développement d’Opera Mail est arrêté en 2016. Le support du logiciel est arrêté et Opera Mail n’est plus disponible au téléchargement. La dernière version s'arrête à la version 1.0.

## Fonctionnalités
Opera Mail est disponible sur Windows et Mac OS X. Il comprend les fonctionnalités de filtrage des e-mails indésirables, un carnet d'adresse, le support du POP3 et de l'IMAP, des groupes de discussion et le support des flux RSS.